# Czarface
Czarface (wym. /ˈzɑːrfeɪs/) – amerykańska supergrupa hip-hopowa założona w 2013 roku z inicjatywy Inspectah Decka, nowojorskiego rapera i członka formacji Wu-Tang Clan, oraz duetu producenckiego 7L & Esoteric. Debiutancki album grupy zatytułowany po prostu Czarface został wydany w 2013 roku nakładem wytwórni Brick Records. Drugi album, Every Hero Needs a Villain, ukazał się w 2015 roku, a trzeci album A Fistful of Peril w 2016.

## Dyskografia
- Czarface (2013)
- Every Hero Needs a Villain (2015)
- A Fistful of Peril (2016)
- First Weapon Drawn (2017)
- Czarface Meets Metal Face (z MF Doomem) (2018)
- Czarface Meets Ghostface (z Ghostface Killah) (2019)
- Double Dose of Danger (2019)
- The Odd Czar Against Us! (2019)
- Super What? (z MF Doomem) (2021)
- Czarmageddon![4] (2022)
- Czartificial Intelligence (2023)